# Região Geográfica Imediata de Vitória
A Região Geográfica Imediata de Vitória é uma das oito regiões geográficas imediatas do estado brasileiro do Espírito Santo e uma das 509 regiões geográficas imediatas do Brasil, criadas pelo Instituto Brasileiro de Geografia e Estatística (IBGE) em 2017. Faz parte da Região Geográfica Intermediária de Vitória.

## Municípios
| Região geográfica imediata            | Municípios                                                                              | População Estimativa 2018 | Área (km²) |
| ------------------------------------- | --------------------------------------------------------------------------------------- | ------------------------- | ---------- |
| Região Geográfica Imediata de Vitória | Alfredo Chaves Anchieta Cariacica Fundão Guarapari Piúma Serra Viana Vila Velha Vitória | 2 016 338                 | 3 429,185  |